# Улица Зинина (Казань)
Улица Зинина (тат. Зинин урамы, Zinin uramı) — улица в историческом районе Академическая слобода Вахитовского района Казани. Названа в честь химика-органика Николая Зинина (1812-1880).

## География
Пересекается со следующими  улицами:
- улица Николая Ершова
- Академическая улица (Казань)
- Улица Лейтенанта Шмидта
- улица Достоевского

Ближайшие параллельные улицы: Вишневского и Ветеринарная. Улица имеет по одной полосе движения в каждом направлении.

## История
Возникла не позднее 2-й половины XIX века. До революции 1917 года имела название 2-я Академическая улица, относилась к 3-й полицейской части.
В 1914 году постановлением Казанской городской думы была переименована в Островскую улицу, но фактически это название не использовалось. Современное название было присвоено 2 ноября 1927 года.
На 1939 год на улице имелось около 40 домовладений: №№ 3/18–43 по нечётной стороне и №№ 2/16–12, 16/17–38 по чётной.
В первые годы советской власти административно относилась к 3-й части города; после введения в городе административных районов относилась к Бауманскому (до 1935), Молотовскому (1935–1942), Молотовскому и Свердловскому (1942–1956), вновь Молотовскому (с 1957 года Советскому, 1956–1973) и Вахитовскому (с 1973 года) районам.

## Объекты, расположенные на улице
- №2/14 — жилой дом Казанского завода зубоврачебных инструментов (арх. Махмут Игламов[тат.], 1954 г.).[20]
- №4 — Центральный научно-исследовательский институт геологии нерудных полезных ископаемых.[21]
- №10 — дом иностранных специалистов (архитекторы Ильдар Нургалиев, Иван Галанин, 1977-1979 гг.).[20]
- №41 — жилой дом завода газовой аппаратуры (1969).[22]